# Маршалл, Томас Райли
Томас Райли Маршалл (англ. Thomas Riley Marshall, 14 марта 1854, Норт-Манчестер, Индиана — 1 июня 1925, Вашингтон) — американский политический и государственный деятель; член Демократической партии, вице-президент США с 1913 по 1921 год.

## Ранние годы
Маршалл родился в 1854 году в городе Норт-Манчестер, штат Индиана. По окончании школы, он поступил в колледж Уобаша, который окончил в 1873 году. Затем изучал право, а в 1875 году занялся адвокатской практикой.

## Губернатор Индианы
В 1908 году Маршалл баллотировался на должность губернатора Индианы. Несмотря на то, что на выборах он играл роль тёмной лошадки, ему удалось одержать победу, получив всего на 0,1 % больше голосов избирателей, чем его главный соперник — республиканец Джеймс Уотсон. На пост губернатора Маршалл вступил 11 января 1909 года.
В этой должности он ввёл закон о защите детей в штате, акцентировавший особое внимание на проблеме детского труда. Маршалл также поддержал идею о всенародных выборах сенаторов и ратифицировал семнадцатую поправку к Конституции США. Одним из главных его проектов стала конституционная реформа, однако она вызвала бурные дискуссии и в итоге была заблокирована судом штата.

## Вице-президент США
В 1912 году на Национальном съезде Демократической партии Маршалл был выдвинут кандидатом на должность вице-президента США. Эту должность он занял 4 марта 1913 года после победы на президентских выборах Вудро Вильсона; на выборах 1916 года Вильсон и Маршалл были переизбраны на второй срок. Отношения Маршалла и Вильсона были довольно прохладными, и во многом это объяснялось идеологическими разногласиями политиков. Во время Первой мировой войны Маршалл вёл активную деятельность, направленную на подъём морального духа американцев, выступая с обращениями по всей стране. Также он стал первым вице-президентом, проводившим заседания кабинета министров, поскольку Вильсон часто совершал визиты в Европу.
В 1919 году Вильсон перенёс инсульт, вследствие чего оказался недееспособным. В этой ситуации Маршалла призывали взять на себя обязанности президента, однако он отказался принимать эти полномочия без письменных просьб первой леди США Эдит Вильсон, врача президента и резолюции Конгресса США.

## Поздние годы
По окончании пребывания на посту вице-президента Маршалл оставил большую политику и продолжил карьеру в качестве адвоката. Он выступил автором нескольких книг, а также выпустил собственные мемуары. Скончался Маршалл 1 июня 1925 года от сердечного приступа и был похоронен в Индианаполисе.